# Ivan Žigmund Herberstein
Ivan Žigmund Herberstein  (nje. Sigismund von Herberstein) (Vipava, Slovenija, 23. kolovoza 1486. − Beč, 28. ožujka 1566.), austrijski diplomat i povjesničar.

## Životopis
Rodio se je 1486. godine. 
Školovao se u Krki u Koruškoj i na Bečkom sveučilištu. Od 1514. službuje na carskom dvoru. Službovao je kod cara Maksimilijana I. i Karla V.
Budući da je bio svestrano školovan i što je govorio mnoge jezike, dobio je mjesto u diplomaciji te je bio u brojnim misijama. Putovao je u Rusiju. Opisao ih je u knjizi Opažanja o prilikama u Rusiji (Rerum Moscoviticarum commentarii, 1549.) što je jedno o pionirskih djela o Rusiji i ruskoj povijesti. Dojme sa svojih puteva zapisao je u svom životopisu (objavljenom u Fontes rerum Austriacarum, Scriptores, sv. I, 1855.).